# Lliga de Constantina de futbol
La Lliga de Constantina de futbol (Ligue de Constantine de Football Association, LCFA) fou una competició futbolística regional a Algèria, disputada a la ciutat de Constantina, i afiliada a la Federació Francesa de Futbol.

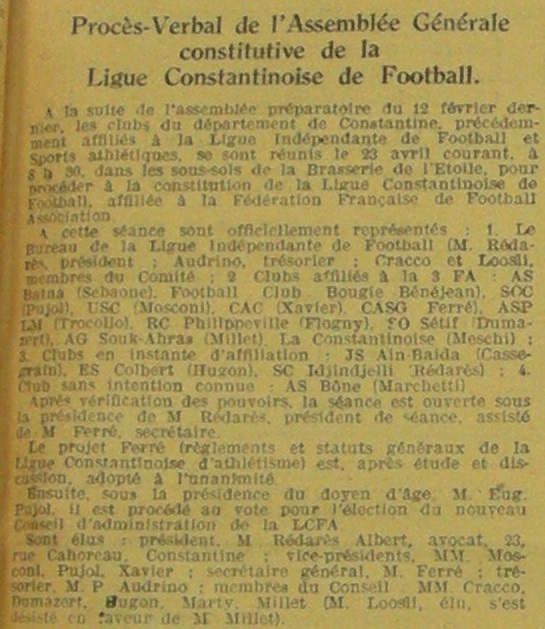
Extracte de l'Oficial de la FFFA de 5 de maig de 1922.

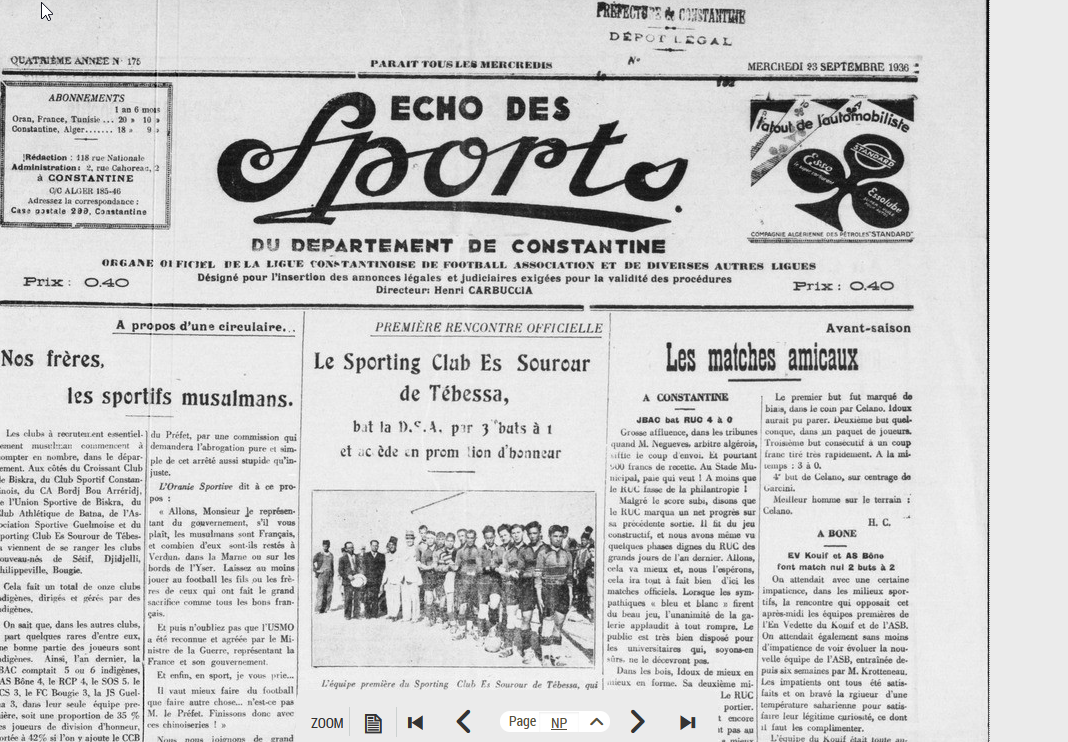
1a pàgina d'un exemplar del setmanari Écho des sports del departament de Constantina (avui desaparegut), òrgan oficial de la Lliga de l'Associació de Futbol de Constantinoise i diverses altres lligues, núm. 175, datat dimecres 23 de setembre de 1936.

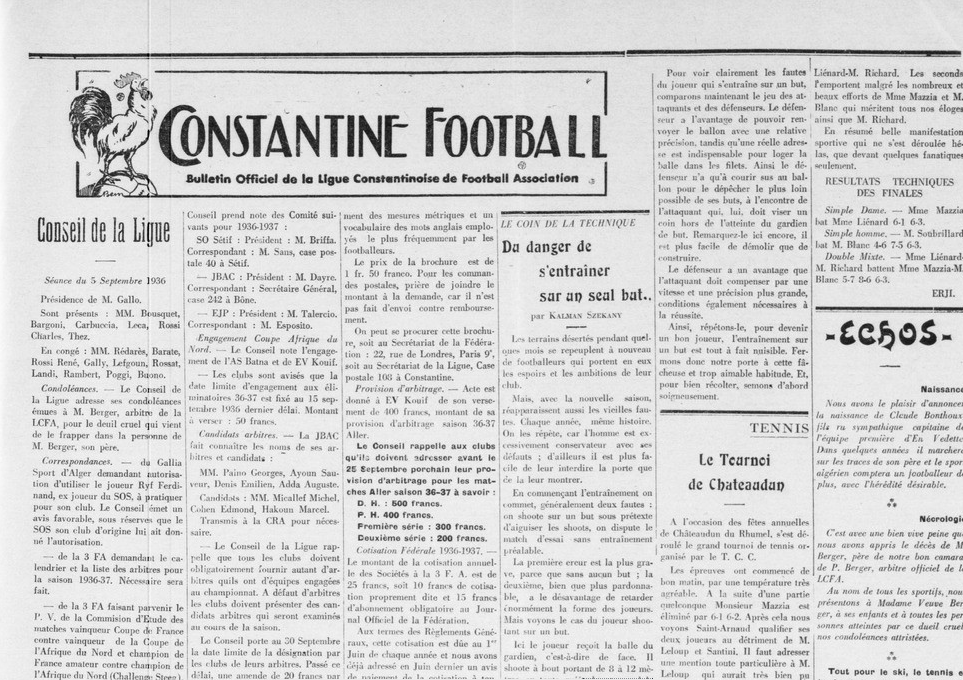
"Constantine Football", l'òrgan oficial de la Ligue Constantinoise de Football Association, a "l'Écho des sports du Département de Constantine" núm. 175, de dimecres 23 de setembre de 1936.

Va ser fundada el 23 d'abril de 1922 a Constantina. Fou la continuadora de la Ligue Indépendante de football et sports athlétiques creada el 1920, la qual fou, tanmateix, hereva del campionat regional de la Union des Sociétés Françaises de Sports Athlétiques (USFSA). En la seva creació, tretze clubs ja estaven afiliats: US Constantinoise, RC Philippevillois, AG de Souk-Ahras, La Constantinoise, AS du PLM, CA des Cheminots, FC Bougiote, SO Sétifien, SC Constantinois, CC Philippevillois, AS et PM Batna, Avenir Colliotte i CASG Constantine.
L'any 1959 canvià la seva denominació a Lliga de futbol d'Algèria Oriental (Ligue de football de l'Est algérien). Finalment, va cessar totes les activitats l'any 1962 després del final de la Guerra d'Algèria que va consagrar la independència d'Algèria i que va provocar l'èxode massiu de colons cap a França significant l'abandonament dels clubs esportius dirigits pels colons així com les seves estructures.

## Historial
Font:
- 1911-12: FC Constantine
- 1912-13: FC Constantine
- 1913-14: SC Constantine
- 1914-15: cancel·lat [a]
- 1915-16:
- 1916-17:
- 1917-18:
- 1918-19:
- 1919-20: RC Philippeville
- 1920-21: US Constantine
- 1921-22: RC Philippeville
- 1922-23: AC Bône
- 1923-24: US Constantine
- 1924-25: US Constantine
- 1925-26: US Constantine
- 1926-27: EJ Philippeville
- 1927-28: RC Philippeville
- 1928-29: SO Sétif
- 1929-30: AS Bône
- 1930-31: SO Sétif
- 1931-32: RC Philippeville
- 1932-33: JS Guelma
- 1933-34: JS Guelma
- 1934-35: JS Guelma
- 1935-36: RU Constantine
- 1936-37: Jeunesse Bône AC
- 1937-38: Jeunesse Bône AC
- 1938-39: Jeunesse Bône AC
- 1939-40: MO Constantine [b]
- 1940-41: Jeunesse Bône AC [b]
- 1941-42: Jeunesse Bône AC
- 1942-43: no es disputà
- 1943-44:
- 1944-45: USM Bône [b]
- 1945-46: USM Sétif [b]
- 1946-47: JS Djidjelli
- 1947-48: USM Bône
- 1948-49: MO Constantine
- 1949-50: AS Bône
- 1950-51: USM Sétif
- 1951-52: ESMF Guelma
- 1952-53: JSM Philippeville
- 1953-54: ESFM Guelma
- 1954-55: ESFM Guelma
- 1955-56: no es disputà
- 1956-57: AS Bône
- 1957-58: AS Bône
- 1958-59: AS Bône